# Bitka na Kalki
Bitka na reki Kalki 31. maja 1223 je bila neuspel poskus združenih ruskih kneževin, da bi skupaj s Kumani zaustavili širjenje Mongolskega cesarstva na čelu z Džingiskanom.

## Uvod
Na začetku 13. stoletja je bila Kijevska Rusija sestavljena iz 64 kneževin. Južne so bile podrejene velikemu kijevskemu knezu, severne pa velikemu vladimiro-suzdalskemu knezu. Veliki Novgorod je bil delno neodvisna republika. Po združitvi mongolskih plemen pod Džingiskanom leta 1206 in hitri osvojitvi severne Kitajske (1215) ter Srednje Azije in Perzije (1220) so Mongoli vdrli na Kavkaz, opustošili Krim in se udarili s Kumani (v ruskih virih Polovci), ki so vladali v stepah med Črnim morjem in Kaspijskim jezerom.  Kumanski kan Koten je za pomoč zaprosil svojega zeta, kneza Mstislava Gališkega, in velikega kneza Mstislava Kijevskega.

## Bitka
Ko je veliki kijevski knez Mstislav izvedel za prodiranje Mongolov in dobil od Kumanov bogata darila, je v Kijevu zbral ruske kneze. Na zboru je bilo odločeno, da se Mongole napade v vzhodni stepi. V ruski vojski so bili oddelki z Kijeva, Smolenska, Černigova, Galiča, Volinja in Turova. Vladimiro-Suzdalska kneževina in Rjazanski Novorod v bitki nista želela sodelovati. Ruska vojska pod vodstvom kumanskih zaveznikov se je devet dni pomikala ob Dnepru in zasledovala umikajoče se Mongole. Mongolska vojska pod poveljstvom Džebeja in Subedeja je štela okoli 20.000 mož (dva tumena). Mongoli so poskušali nasprotnika razdeliti in Rusom ponudili zavezništvo proti Kumanom. Mongolske pogajalce so pobili, med ruskimi knezi pa je kljub temu prišlo do nesoglasij in delitev. Mongoli so zatem na obali reke Kalke blizu Azovskega morja obrnili in sprejeli bitko. Najprej so potolkli rusko konjenico na čelu z Mstislavom Gališkim, ki se je odcepila od pešakov in zasledovala bežeče Mongole. Kumani so pobegnili brez borbe. Mongoli so zatem obkolili ruske pešake v njihovem utrjenem taboru in jih po treh dneh prisilili k vdaji.

## Razmerje moči
Velikost in sestavo obeh vojsk je mogoče samo grobo oceniti iz podatkov starih kronik. Sodobni mongolski viri ocenjujejo mongolsko vojsko na dva tumena, se pravi 20.000 mož, večinoma nomadskih konjenikov lokostrelcev. Ocena je zelo pavšalna, ker so tumeni lahko šteli tudi samo 1.000 mož.  
Ruske kronike po imenih omenjajo samo 21 knezov, katere je zagotovo spremljala družina – majhen oddelek težko oboroženih in oklepljenih konjenikov z orožjem skandinavskega tipa (kopje, lesen ščit in bojna sekira ali meč). Oddelki so praviloma šteli največ nekaj sto mož. Glavnino vojske Kijevske Rusije so sestavljali slabo oboroženi kmetje in meščani. Njena vojska je bila tako po oborožitvi kot po disciplini slabša od nomadske. Pešaki so bilo oboroženi s sekirami in kopji za lov na medvede. Strelcev in oklepov je bilo malo.  Večina je imela samo ščit.
Število vojakov na ruski strani je nezanesljivo. Knez Aleksander Nevski je leta 1242 za bitko proti tevtonskom vitezom zbral samo 1.000 družinikov in 2.000 pešakov iz Novgoroda in Černigova. Iz tega je mogoče razumno predpostaviti, da je vojska povprečnega ruskega kneza v 13. stoletju bolj verjetno štela nekaj sto in ne nekaj tisoč mož.

## Posledice
Zmaga Mongolov je bila popolna. Rusi so izgubili devet desetin mož in dvanajst knezov. Gališki knez Mstislav se je rešil s pomočjo Kumanov, kijevskega kneza Mstislava pa so Mongoli ujeli in usmrtili. Kijevska Rusija večjih posledic ni utrpela, ker so se Mongoli po zmagi umaknili v Srednjo Azijo